# Weekly Fileぎふ
『Weekly Fileぎふ』（ウィークリーファイルぎふ）は、2002年4月5日から2009年3月27日まで岐阜放送（ぎふチャン）で放送されていた報道番組である。岐阜県内のニュースや情報をまとめて分かりやすく伝えていた。

## 放送時間
いずれも日本標準時。
- 金曜 18:20 - 19:00 （2002年4月5日 - 2002年9月27日）
- 金曜 18:10 - 18:55 （2002年10月4日 - 2003年6月27日）
- 金曜 18:15 - 18:55 （2003年7月4日 - 2004年3月26日）
- 金曜 18:10 - 18:55 （2004年4月2日 - 2007年3月30日）
- 金曜 18:30 - 19:00 （2007年4月6日 - 2009年3月27日）

## 出演者
- 加藤義久（岐阜放送アナウンサー）
- 篠田陽子（フリーアナウンサー）
- 高木恵子（当時岐阜放送アナウンサー） - 「Touch! the Sports」を担当。
- 熊田力三（当時岐阜放送アナウンサー） - 2006年3月まで出演。
- 伊藤伸久（当時岐阜放送アナウンサー） - 2006年4月から2007年3月まで出演。

## コーナー
- 週間ニュースフラッシュ
- ニュース解説ぎふを読む
- ぎふ経済ウォッチ
- Touch! the Sports
- 来週の岐阜県